# Kavaszumi Nahomi
Kavaszumi Nahomi (川澄 奈穂美; Hepburn: Kawasumi Nahomi) (Jamato, 1985. szeptember 23. –) világbajnok japán válogatott labdarúgó.

## Klubcsapatokban
2008 és 2016 között az INAC Kobe Leonessa csapatában játszott. 2011-ben és 2013-ban a liga legértékesebb játékosának választották. 144 bajnoki mérkőzésen lépett pályára és 58 gólt szerzett. 2014-ben kölcsönben került a Seattle Reign FC csapatához, ahol játékával meggyőzte a klub vezetőit és 2016-tól két szezonra szóló szerződést írt alá az amerikai együtteshez. 2019-ben a Shea Groomért cserébe a Sky Blue FC csapatához szerződött.

## Nemzeti válogatott
2008-ban debütált a japán válogatottban. Tagja volt a 2011-es világbajnokságon aranyérmet szerzett válogatottnak, a 2012-es londoni olimpián és a 2015-ös világbajnokságon pedig ezüstérmet szerzett.

## Statisztika
| Válogatott | Szezon   | Mérk. | Gól |
| ---------- | -------- | ----- | --- |
| Japán      |          |       |     |
| 2008       | 1        | 0     |     |
| 2009       | 2        | 0     |     |
| 2010       | 7        | 0     |     |
| 2011       | 13       | 6     |     |
| 2012       | 16       | 3     |     |
| 2013       | 11       | 3     |     |
| 2014       | 17       | 6     |     |
| 2015       | 11       | 1     |     |
| 2016       | 4        | 1     |     |
| 2017       | 0        | 0     |     |
| 2018       | 8        | 0     |     |
| Összesen   | Összesen | 90    | 20  |

## Sikerei, díjai

### Klubcsapatokban
Japán bajnok (3):
- INAC Kobe Leonessa (3): 2011, 2012, 2013

 Japán kupagyőztes (6):
- INAC Kobe Leonessa (6): 2010, 2011, 2012, 2013, 2015, 2016

 Japán ligakupa-győztes (1):
- INAC Kobe Leonessa (1): 2013

### A válogatottban
Japán
- Világbajnok (1): 2011
- Világbajnoki ezüstérmes (1): 2015
- Olimpiai ezüstérmes (1): 2012
- Ázsia-kupa aranyérmes (2): 2014, 2018
- Ázsia-kupa bronzérmes (2): 2008, 2010
- Ázsia-játékok aranyérmes (1): 2010
- Ázsia-játékok ezüstérmes (1): 2014

### Egyéni
- Az év játékosa (2): 2011, 2013
- Az év Japán csapatában (4): 2010, 2011, 2012, 2013